# 热盖龙哇沟西台地墓地
热盖龙哇沟西台地墓地，位于中国青海省贵德县尕让乡者么浪村，为青海省市县级文物保护单位，公布日期为1987年8月6日，类型为古墓葬。
热盖龙哇沟西台地墓地的历史年代为青铜时代。